# Tina Hobley
Tina Ellen Hobley (Londres, 20 de mayo de 1972) es una actriz inglesa, más conocida por haber interpretado por casi doce años a Chrissie Williams en la serie Holby City.

## Biografía
En 1998 se casó con el diseñador gráfico Steve Wallington, con quien tiene una hija, Isabella "Bella" Wallington (18 de abril de 1999); sin embargo, se divorciaron en 2001.
El 22 de abril de 2006, su novio Oliver "Oli" Wheeler, director de comunicaciones de Freud y guitarrista de la banda Westbourne Circus, le propuso matrimonio; la pareja se casó en diciembre de 2006. Tienen dos hijos: Olivia Kitty Alice Wheeler (18 de abril de 2008) y Orson Henry Attwood Wheeler (1 de marzo de 2010).

## Carrera
En 1996 apareció como personaje recurrente en la serie británica Coronation Street, donde interpretó a Samantha Failsworth hasta 1998.
El 5 de junio de 2001, se unió al elenco principal de la serie británica Holby City, donde interpretó a la enfermera Christine "Chrissie" Williams hasta el 19 de noviembre de 2013. Dejó la serie brevemente en abril de 2008 debido al nacimiento de su hija Olivia; sin embargo, regresó a la serie para un episodio en octubre de ese mismo año y ya de tiempo completo en 2009.

## Filmografía
Series de televisión
| Año         | Título                        | Personaje           | Observaciones                     |
| ----------- | ----------------------------- | ------------------- | --------------------------------- |
| 2001 - 2013 | Holby City                    | Chrissie Williams   | 411 episodios                     |
| 1996 - 1998 | Coronation Street             | Samantha Failsworth | 10 episodios                      |
| 1997        | Ruth Rendell Mysteries        | Mujer en el tren    | episodio "May and June: Part One" |
| 1996        | The Bill                      | Sue Booker          | episodio "Judgement Call"         |
| 1995        | Ghostbusters of East Finchley | Mujer en la puerta  | episodio # 1.5                    |
| 1995        | Pie in the Sky                | Theresa Collins     | episodio "Hard Cheese"            |
| 1994        | The Knock                     | Agente inmobiliaria | episodio # 1.2                    |

Películas
| Año  | Título | Personaje         | Observaciones                             |
| ---- | ------ | ----------------- | ----------------------------------------- |
| 1995 | Bliss  | Enfermera Valerie | junto a Jonathan Hyde & Peter Penry-Jones |